# Никола Гушлев
Никола Костадинов (Динев) Гушлев (на английски: Nichola Dineff Goushleff) е български революционер, деец на Вътрешната македонска революционна организация.

## Биография
Гушлев е роден е на 31 януари 1902 година в костурското село Косинец, тогава в Османската империя, днес Йеропиги, Гърция, в семейството на Костадин и Султана от същото село, родолюбиви българи. Баща му е самарджия и черковен касиер в селото, умира в Илинденско-Преображенското въстание (1903). Семейството осиротява напълно в 1908 година, когато майка му е убита от андартска чета, пристигнала в Косинец. След Балканската война (1912 – 1913) се мести да живее при сестра си в близкото село Дъмбени, където остава до 1920 година и където се жени за дъмбенчанката Лина Търповска. След това се опитва да замине за Америка през Албания, но тъй като границата е затворена, остава в Корча, от където се установява на работа в село Зъмблак, североизточно от града.
След това Никола Гушлев се присъединява към ВМРО и влиза в четата на Илия Дигалов, заклет от Дигалов, Стоян Георгиев и Али Ибраимов в Брайчино.
В 1923 година през Албания заедно с Александър Протогеров, Перо Шанданов, Васил Пундев, Иван Стоянов, Алексо Стефанов, Крум Петишев, Тасе Христов, Алия Абраимов от Пласница, Лазар Ашлаков, Ламбро Маркулев и други шестима преминават във Вардарска Македония. Обикалят Ресенско, Демирхисарско, Охридско и Кичевско и организират Битолския окръжен конгрес в планината Томор.
В 1926 година е в Западна Македония с чета в състав Петър Трайков, Лазар Христов, Петър Ангелов и Коста Бичинов. При изтеглянето си в Албания четата е задържана от албанските власти.
В писмо от град Торонто, Канада от 1 януари 1959 година от Никола Гушлев до Перо Шанданов, Гушлев пита дали да изпрати вестници, издадени от тамошната емиграция и дали няма да пострада Шанданов и другарите му заради тях.
Спомените му са записани на магнетофон от Иван Гаджев през 1985 година в Торонто и са издадени на два пъти: през 2014 година със заглавие „Борба за свобода: Спомени на един македонски четник“ и през 2016 година като „Четникът Никола Гушлев“.